# Національна гвардія Азербайджану
Національна гвардія Азербайджану (азерб. Azərbaycan Milli Qvardiyası) — входить до структури Особливої державної служби охорони Азербайджану.

## Історія
Національна гвардія Азербайджанської Республіки була створена 25 грудня 1991 року й на початок 2007 року налічувала 2500 чоловік.

## Місія
Національна гвардія Азербайджану є спеціальним військовим підрозділом, наділеним особливими повноваженнями із забезпечення охорони Азербайджанської держави та Президента республіки.